# Pra(Killa’Gramm)
Максим Павлович Иньков (10 мая 1992; Черняховск, Калининградская область), наиболее известен под сценическим псевдонимом Pra(Killa’Gramm) — российский рэпер и хип-хоп исполнитель, баттл-рэпер, автор песен

## Биография
Родился 10 мая 1992 года в Черняховске. Учился в школе № 3 своего родного города, а после отчисления из учебного заведения, пошёл учиться в другую. Подростковое время для Инькова выдалось трудным, в то время как юноша заинтересовался рэпом, его родители развелись.
В 2011 году выходит его дебютный альбом под названием: Агрессия. После чего выходят и другие альбомы исполнителя. Иньков также участвовал на многих баттл-площадках страны, в таких как Versus Battle, Рвать на Битах и так далее. С 2014 года по 2017 года состоял в музыкальном лейбле ЦАО RECORDS. Основатель движения #PDVLFIRMA.

### Оценочные мнения
К 30-летию группы Тараканы!, в 2021 году был выпущен альбом с разнообразными исполнителями:
От рэперов, кстати, можно было ждать более деятельного участия в этом проекте, но получилось, что за весь хип-хоп отдувается Pra(Killa’Gramm) — и как раз его вариант «Дурной башки» вызывает неподдельный интерес к потенциальным переделкам песен «Тараканов» в стиле рэп.

## Дискография
АЛЬБОМЫ:
- 2011 — Агрессия[10]
- 2012 — ВЕСъ[15]
- 2012 — Непонятки (EP); (ft. Stankey)[16]
- 2013 — Пудра (ft. ШаолинЬ)[17]
- 2013 — Топь[18]
- 2014 — Потрачено (ft. ШаолинЬ)[19]
- 2014 — Чума[20]
- 2016 — Турист[21]
- 2016 — Дело в шляпе[22]
- 2017 — 39 (ft. ZigiZag)[23]
- 2018 — Самовывоз[24]
- 2019 — Вокабуляр[1]
- 2020 — Улица говорит[2]
- 2023 — Тесно[25]
- 2023 — Вышел из себя (ft. ChipaChip)[26]
- 2024 — Палёнка (Неизданное)
- 2024 — Не спи (ft. ChipaChip)
- 2024 — Новые песни о главном (ft. Kof)

Синглы:
- 2011 — На МСК  (ft. Kof, Dubbi Du, ZKMN, Vlad Pronin)
- 2014 — Дай мне микрофон!
- 2015 — Давай купим любовь (ft. Тбили)
- 2016 — В дыму (ft. Тоникола)
- 2016 — Антикризисный план (ft. Саша Скул & Женя Ка Поник)
- 2017 — Лучше, чем вчера

## Рецензии
В 2019 году у рэпера выходил альбом «Вокабуляр», его сразу же рецензировали.
Pra(Killa’Gramm) — наглый, беспринципный, «сам по себе» рэп-исполнитель представил поклонникам полноценный альбом «Вокабуляр», состоящий из 12 разнообразных треков, каждый из которых — манифест новой школы хип-хопа с девизом «испытано на себе» — жизненные, оттого и всегда актуальные темы. Грузящие там, где это нужно («Чёрный понедельник» и «Былое», и ностальгически приятные там, где это требуется («Кружит», «Актёры»).
Pra(Killa’Gramm) не изменяет стилю — совместный трек с Helena расслабляет в припеве стильным женским вокалом, а «ГТА» приглашает в качестве второго «игрока» Драма. А трек с участием BiggiE, Barmaley — классические улицы-районы, всё такие же жестокие, но не терпящие обмана «своих», наказывающие рвущихся против устоявшихся правил и законов улиц.
Выдержанный, качественный и многогранный продукт с легко узнаваемыми представителями культуры отслыками и намёками, слэнгом и своим, особенным характером — немного олдскула, немного резких и грубых метафор современного общества, выстрел в лицо пафосу и пустым регалиям, в угоду простым, понятным каждому вещам, делающим наше существование жизнью.
Возможно, кого-то может отпугнуть большое количество нецензурной лексики — но такова жизнь и таков тот самый вокабуляр. Чем скрывать всё неприглядное и уродливое, его предпочли развернуть к нам лицом — приукрасив ритмичным современным битом и сильной лирикой.

10/10 